# Tomopleura
Tomopleura é um gênero de gastrópodes pertencente à família Borsoniidae.

## Espécies
- Tomopleura bellardii (Jousseaume, 1883)
- Tomopleura carrota (Laseron, 1954)
- Tomopleura cicatrigula (Hedley, 1922)
- †Tomopleura clifdenica Powell, 1942
- Tomopleura coffea (Thiele, 1925)
- †Tomopleura crassispiralis (Marwick, 1929)
- Tomopleura dilecta (Hedley, 1903)
- †Tomopleura excavata (Hutton, 1877)
- †Tomopleura finlayi Powell, 1942
- Tomopleura fuscocincta Gofas & Rolán, 2009[2]
- Tomopleura nivea (Philippi, 1851)
- Tomopleura oscitans Kilburn, 1986
- Tomopleura pouloensis Jousseaume, 1883[3]
- Tomopleura reciproca (Gould, 1860)
- Tomopleura reevii (Adams C. B., 1950)
- Tomopleura regina (Thiele, 1925)
- Tomopleura retusispirata (Smith E. A., 1877)
- Tomopleura spiralissima Gofas & Rolán, 2009 (sinônimo = Asthenotoma spiralis (Smith, 1872) Pleurotoma spiralis Smith, 1872)[2]
- † Tomopleura striata (P. Marshall, 1917)
- Tomopleura subtilinea (Hedley, 1918)
- Tomopleura thola (Laseron, 1954)
- Tomopleura tricincta Gofas & Rolán, 2009[2]
- Tomopleura vertebrata (Smith E. A., 1875)
- †Tomopleura waiauensis Powell, 1942

Espécies trazidas para a sinonímia
- Tomopleura albula (Hutton, 1873): sinônimo de Maoritomella albula (Hutton, 1873)
- Tomopleura fultoni (G.B. Sowerby III, 1888): sinônimo de Pulsarella fultoni (G.B. Sowerby III, 1888)
- Tomopleura ischna (Watson, 1881): sinônimo de Maoritomella ischna (Watson, 1881)
- Tomopleura multiplex (Webster, 1906): sinônimo de Maoritomella multiplex (Webster, 1881)
- Tomopleura orientalis (Dell, 1956): sinônimo de Maoritomella orientalis Dell, 1956
- †Tomopleura transenna (Suter, 1917): sinônimo de †Cryptomella transenna (Suter, 1917)